# Б2
Б2 — московский музыкальный клуб, основанный в 2001 году.

## История
Ныне завершивший своё функционирование музыкальный клуб «Б2» был открыт в 2001 году и являлся наследником старейшего московского рок-клуба «Бункер», что отражено не только в названии («Б2» — «Бункер 2»), но и в логотипе, на котором присутствовала также эмблема BUNKER. Основатели заведения — Юрий Коник и Андрей Литовкин. Клуб располагался по адресу: ул. Большая Садовая, 8/1 и занимал 5 этажей общей площадью 1700 кв. м. На первом этаже размещался диско-бар, на втором — ресторан и малый концертный зал, на третьем — суши-бар. Четвёртый и пятый этажи были главной концертной площадкой клуба. Во многом унаследовав формат клуба-предшественника, «Б2» долгое время оставался единственным многозальным музыкальным клубом в Москве, где одновременно могло проходить несколько мероприятий.
Закрыт в марте 2015 года.